# Einmusik

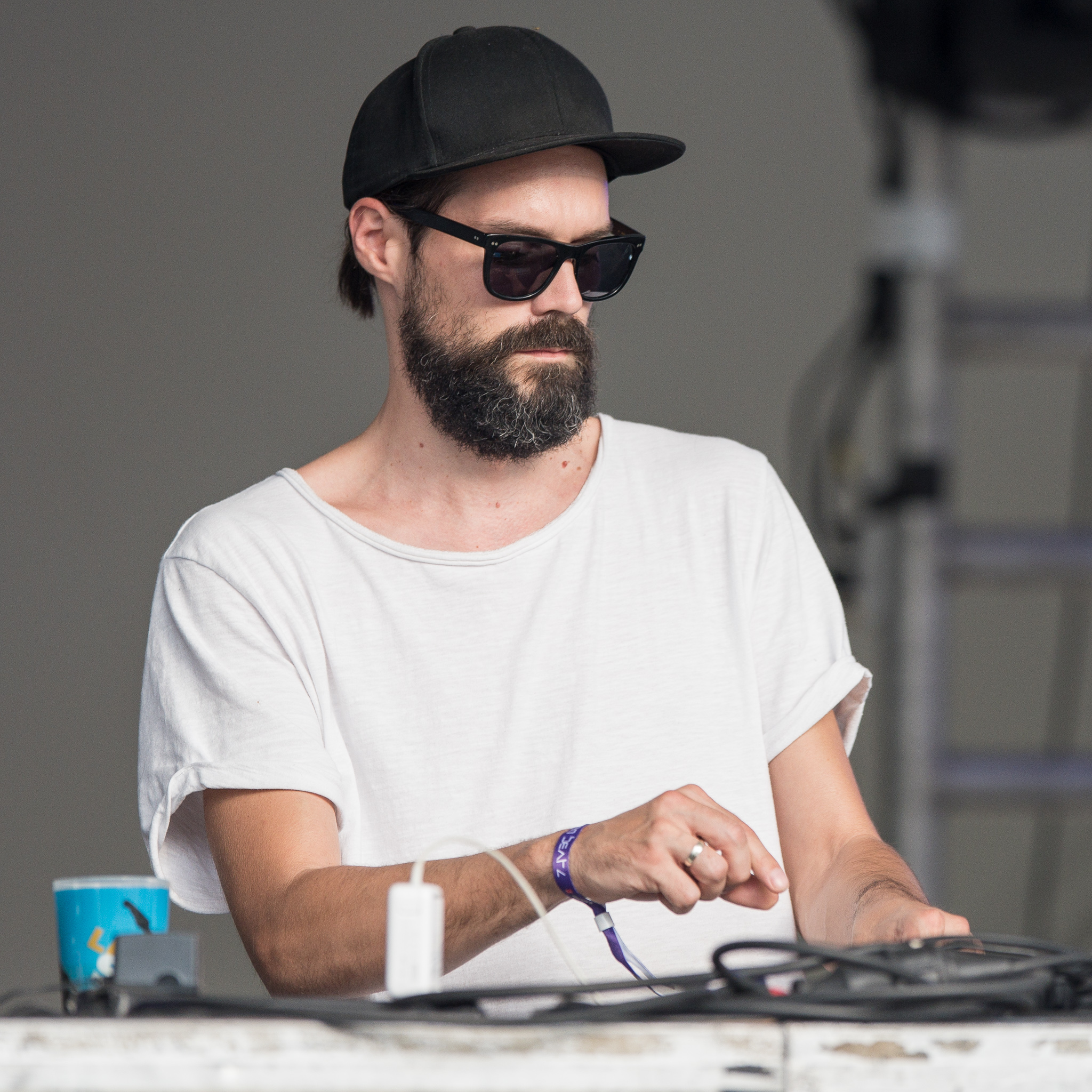
Einmusik beim Open Beatz 2016

Einmusik (* 6. Oktober 1978 in Bielefeld; bürgerlich Samuel Kindermann) ist ein deutscher Musiker und Labelbetreiber. Er veröffentlicht unter seinem bürgerlichen Namen sowie unter zahlreichen Pseudonymen wie Ophir Project oder Seriously Tight.

## Werdegang
Seine erste Platte Weekender erschien 2003 auf dem Kölner Label Italic. Mit seiner im Jahr 2004 veröffentlichten Single Jittery Heritage gelang ihm unter anderem der Einzug in die German Dance Charts. Es folgten zahlreiche Veröffentlichungen auf Labels wie Liebe Detail, Bouq Diynamic Music, Noir Music und Boxer Recordings.
Einmusik veröffentlichte im Oktober 2007 sein erstes Soloalbum mit dem Namen „de’ Medici“. Zwei Jahre später gründete er sein eigenes Label Einmusika Recordings. Einmusik veröffentlichte zusammen mit anderen Künstlern und produzierte eine Vielzahl an Remixen.
Er tritt in Deutschland und im Ausland als Liveact auf, unter anderem auf der Nature One 2008, 2009 und erneut 2010 auf dem Open Air Floor. Auch sein Mitwirken bei Airbeat One 2008 oder Ruhr in Love 2011 ist verzeichnet. 2011 brachte er sein zweites Album Oceans Bottom heraus. Es folgten 10 Years (2013), 5 A.M. (2014), I.D.C. (2015) und Serenade (2017). Danach erschienen elf Alben unter den Titeln Bella Mar 1–11.
Szenetypische Medien und Zeitschriften wie Partysan oder Groove interviewten ihn, seine Veröffentlichungen wurden in Magazinen wie De:Bug, Resident Advisor und Intro besprochen.

## Diskografie (Alben)
- 2007: Einmusik – de’ Medici Album – Italic
- 2011: Einmusik – Oceans Bottom Album – Einmusika Recordings
- 2013: Einmusik – 10 Years Album – Einmusika Recordings
- 2014: Einmusik – 5 A.M. Album – Einmusika Recordings
- 2015: Einmusik – I.D.C. Album – Einmusika Recordings
- 2017: Einmusik – Serenade  – Einmusika Recordings
- 2023–2024: Bella Mar 1–11

Daneben erfolgten ab 2003 zahlreiche Veröffentlichungen von Singles und Remixes. 